# Prosociální chování
Prosociální chování je jedním ze dvou typů chování; druhým je antisociální chování. Prosociální chování je společností pozitivně přijímáno, neboť je v souladu s požadovanými společenskými hodnotami a normami, antisociální chování je naopak společností odmítáno. Prosociální chování zahrnuje široké spektrum situací. Opakem prosociálního chování je agrese.

## Charakteristika prosociálního chování
Prosociálním chováním se rozumí jako pozitivním sociální chování, které vede k pomoci druhému člověku či lidem. Tímto chováním člověk nepřináší užitek pouze sobě samému, ale i jiným lidem.
Výrost a Slaměník charakterizují prosociální chování jako: „jakýkoli akt chování vykonaný ve prospěch druhého člověka nebo skupiny osob, jako pomáhající chování, jehož cílem je přinést užitek jiným.
Dle Záškodné a Mlčáka: „Prosociální chování je takové, jehož cílem je zlepšení situace druhého, přičemž pomáhající není povinen poskytnout pomoc a příjemce pomoci není instituce, nýbrž jedinec.“
Tento termín použili poprvé v roce 1967 D. Rosenhan a G. H. White a ve stejnou dobu, nezávisle na nich i J. H. Bryan a M. Test.

## Prosociální chování vs. altruismus
Často se prosociální chování považuje za synonymum k altruismu. Významové odlišení altruismu se opírá o zdůraznění toho, že pomoc, která je poskytovaná druhým, není spojena s očekáváním zisku, odměny, sociálního souhlasu – ani ve skryté podobě. Někteří autoři uvádějí, že altruismus je vzorec motivace.
Svobodová uvádí, že altruismus je vyšší forma prosociálního chování, který můžeme vnímat jako tendenci jednat tak, aby se zlepšila celková pohoda jiné osoby, přičemž chování nepřináší aktérovi žádný zjevný prospěch, ale často od něj vyžaduje určitou oběť.
Znaky altruistického chování dle Leedse (1963):
- jednání má účel v sobě a není zaměřeno na vlastní zisk
- jednání je prováděno dobrovolně
- jednání způsobuje dobro

## Formy prosociálního chování
- darování – finanční částka, dar (nejčastěji pro dobročinné účely)
- sympatie a porozumění – pro tíživou situaci jiného
- pomoc dosáhnout cíle – např. odstranění poruchy auta na silnici, odražení útočníka
- nabídka spolupráce – spolupracovat s jinými ve prospěch těch, kteří to potřebují
- podpora – za účelem dosažení cíle nebo zabránění ztráty

Obvykle jsou tyto formy bez vyzvání, ale v některých případech může jít o žádost či úpěnlivé žádání.

## Třídění pomoc přinášejícího chování dle Nakonečného[5]
- plánovaná formální pomoc – určená řídícími principy morálky (návštěva nemocného)
- spontánní neformální pomoc – založena na efektivní empatii (upozornit někoho, že má špatnou informaci)
- pomoc v nouzové situaci – řízení „sociálním humanismem“ (osoba postižená srdečním záchvatem)
- pomoc v každodenní situaci- uplatňuje se zde smysl pro sociální odpovědnost (vhození nalezeného dopisu do schránky)
- nepřímá pomoc – řízena osobní morálkou (dar pro dobročinnou organizaci)
- přímá pomoc – vyznačuje se smyslem pro sociální humanismus, soucitem a schopností pomoci (vložení se do ukončení sporu mezi dvěma skupinami)
- osobní pomoc - vyvolaná soucitem a vyznačená empatií (pomoc příteli)

## Proč pomáháme?
Klasický behaviorismus očekává, že každé chování je buď odměňováno, nebo trestáno. Lze tedy předpokládat, že prosociální chování je buď vrozené, nebo pevně zabudované do motivační struktury osobnosti během procesu socializace. V současné sociální psychologii autoři hovoří o tom, že motivační zdroje prosociálního chování je třeba hledat ve vlivech prostředí a výchovy.
Vysvětlení tohoto chování se opírá o:
- teorie sociální výměny
- sociální normy
- empatie

### Teorie sociální výměny
Teorie vychází z toho, že v sociální interakci si lidé vyměňují nejrůznější druhy významů. Jestliže prosociální chování vede k „odměně“, pak by se mělo osvojovat tak, jako ostatní druhy chování. Člověk se také naučí vyhýbat chování, které přináší trest. Na základě toho jedinec zvažuje, zda poskytne pomoc či nikoliv.
Zvažování může mít tuto podobu (náklady - zisk):
1. náklady spojené s pomocí
2. náklady při neposkytnutí pomoci
3. odměna spojená s pomocí
4. odměna při neposkytnutí pomoci

Důležité je také posouzení příčiny, která způsobila nepříjemnou a nešťastnou situaci.

### Sociální normy
Normy chování jsou sociálně vymezená pravidla, rozlišující žádoucí, tolerované a zakázané projevy; slouží jako regulační mechanismus.
Prosociální chování výrazně motivuje:
- reciprocita – máme pomoci těm, kteří pomohli nám
- sociální odpovědnost – lidé pomohou těm, kteří jsou na nich závislí a pomoc potřebují

### Empatie
Schopnost vcítit se a vžít se do situace druhých. Dokážeme-li se vžít do situace druhého člověka, můžeme lépe rozpoznat jeho prožívání. Empatie ale nemusí vyvolat prosociální chování vždy.
Daniel Batson vytvořil empaticko-altruistickou hypotézu, která může mít 4 motivy:
- egoistický – směřuje k odstranění vlastního nepříjemného stavu
- altruistický – bez ohledu na vlastní zisk
- kolektivní – zaměřený ve prospěch skupiny
- principální – podpora nějakým principům, ideálům, hodnotám

## Kdy pomáháme
Velký vliv mají při našem rozhodování také osobnostní determinanty, biologické a situační proměnné.

### Efekt přihlížejícího(Bystander effect)
- když je člověk v přítomnosti dalších lidí, snižuje se pravděpodobnost poskytnutí pomoci druhému člověku.

Proč:
- počet lidí
- (ne)jednoznačnost posuzované situace
- strach ze sociálního omylu
- pocit kompetence pomoci

### Rozptýlená odpovědnost
- jestliže je přítomno více osob u určité situace, dochází k rozptýlení odpovědnosti na celou skupinu lidí

### Osobnostní determinanty
- v této oblasti jsou nejednoznačné výsledky
- může se zde podílet na tom status lidí, aktuální psychický stav, kompetence, řada situačních podmínek, emocionální stav

## Komu pomáháme
Při rozhodování o pomoci se také zvažuje, komu bude pomoc poskytnuta. Obecně lze říci, že odpověď na tuto otázku závisí na vztahu „pomáhající – oběť“, přičemž buď již existovala nějaká forma vztahu dříve, nebo se utvořila v samotné tísňové situaci.
Determinanty při našem rozhodnutí:
- příčina nesnází (jestliže to není jeho vinou, jsme ochotni více pomoci – infarkt, zlomení ruky)
- závazek (známě člověka, pomohl nám v minulosti)
- atribuce altruismu (naše osobnostní charakteristika)
- pohlaví
- podobnost